# Vaca mecânica
A chamada vaca mecânica é um equipamento utilizado no Brasil para, a princípio, extrair leite de soja a partir do referido grão.
A ideia surgiu em 1977, quando o professor Roberto Hermínio Moretti, da Faculdade de Engenharia de Alimentos da Unicamp (FEA) da Unicamp, a pedido da primeira-dama de Mato Grosso à época, começou a estudar uma maneira de extrair leite de soja de modo prático e a baixo custo.
O programa sofreu um revés quando o general-presidente João Batista Figueiredo provou o leite de soja e disse que era horrível.
Após ser implementada em várias cidades do Brasil, a vaca mecânica provou a possibilidade de produzir merendas escolares nutritivas a custo acessível.
Após passar por diversas melhorias, o invento encontra-se hoje em sua terceira geração.